# Usina Hidrelétrica Serra da Mesa
A Usina Hidrelétrica de Serra da Mesa, localizada na Bacia do Alto Tocantins (Bacia Hidrográfica Tocantins-Araguaia), no norte de Goiás, possui grande importância no panorama energético brasileiro. Com a entrada em operação das suas três unidades geradoras, que totalizam 1.275 MW, a usina torna-se indispensável ao atendimento do mercado de energia elétrica do Sistema Interligado Sul/Sudeste/Centro-Oeste. Além disto, ela é responsável pela ligação entre esse sistema e o Norte / Nordeste, sendo o elo da Interligação Norte-Sul.
Sua barragem está situada no curso do Rio Maranhão (afluente do Rio Tocantins) no município de Minaçu. O reservatório de Serra da Mesa é o maior do Brasil em volume de água, com 54,4 bilhões de m³,  e o quinto maior em área com uma área de 1.784 km².
A usina acrescenta ganhos energéticos relevantes ao sistema interligado (6.300 GW/ano), a um custo de geração bastante competitivo. Além desses benefícios, a regularização do rio, promovida por sua barragem, proporciona ganhos diretos sobre as usinas localizadas a jusante, em particular a Usina Hidrelétrica de Cana Brava e a Usina Hidrelétrica de Tucuruí, no Pará.
A entrada em operação de Serra da Mesa significa uma solução definitiva para o atendimento ao Estado de Goiás e, particularmente, ao Distrito Federal.
Esta obra marcou uma nova etapa nos empreendimentos do Setor Elétrico Brasileiro, sobretudo em dois aspectos básicos. O primeiro, no que diz respeito ao processo de automatismo da obra. Projeto pioneiro por ser uma usina subterrânea, possui controle totalmente digitalizado, promovendo uma operação coordenada de geração, aliada a um diversificado sistema de transmissão.
O outro aspecto que a diferencia das demais obras do setor é o fato de ela ser fruto de parceria com a iniciativa privada. Por meio de estudos realizados junto ao DNAEE (Departamento Nacional de Águas e Energia Elétrica) e Eletrobrás, o Governo Federal iniciou, em 1993, o programa que unia uma empresa estatal e o setor privado. Serra da Mesa Energia S.A. foi a empresa vencedora do Processo de Seleção de Parceiros. A ela coube a responsabilidade da conclusão da usina, recebendo, em contrapartida, 51,54% da energia que Serra da Mesa produz.
Furnas foi a responsável pelo gerenciamento do empreendimento, bem como a responsabilidade pela operação da usina.
Barragem
- Tipo: enrocamento com núcleo de argila
- Comprimento: 1510 m
- Altura máxima: 154 m
- Volume total: 12.057.558 m³

Reservatório
- Nível normal de operação: 460 m
- Nível de máxima cheia (Nível máximo maximorum): 461,5 m
- Nível de desapropriação: 460,5 m
- Nível mínimo de operação: 417,3 m
- Área inundada: (cota 460 m) 1.784 km²
- Volume total: 54,4 bilhões m³
- Volume útil: 43,25 km³

Tomada d'água
- Comportas tipo vagão
- Quantidade: 3
- Altura d’água sobre a soleira: 61,18 m
- Largura: 7,65 m
- Altura: 9,13 m
- Fabricante: BSI

Vertedouro
- Descarga Máxima: 15 mil m³/s
- Comportas tipo segmento
- Quantidade: 5
- Largura: 15 m
- Altura: 20,4 m
- Raio: 19 m
- Fabricante: BSI

Casa de força
- Tipo: subterrânea
- Largura: 29,2 m
- Comprimento: 137 m
- Altura máxima: 69,8 m
- Unidades geradoras: 3
- Rotação: 120 RPM
- Potência nominal: 1.275 MW

Turbinas
- Tipo: Francis de eixo vertical
- Potência individual: 425 MW
- Diâmetro do rotor superior: 5.847,8 mm
- Diâmetro do rotor inferior: 6.460,82 mm
- Fabricante: SADE

Geradores
- Frequência: 60 Hz
- Tensão nos terminais: 15 kV
- Fabricante: ABB
- Transformadores: 10 (operação mais reserva)
- Tipo: monofásico
- Capacidade total em operação: 1.418,40 MVA
- Relação de transformação: 15 / 500 kV
- Fabricante: ABB